# Yongpyeong-myeon
Yongpyeong-myeon (koreanska: 용평면,  龍坪面) är en socken i kommunen Pyeongchang-gun i provinsen Gangwon i den norra delen av Sydkorea, 130 km öster om huvudstaden Seoul. 